# Grandma (film)
Grandma är en amerikansk dramakomedifilm från 2015 skriven och regisserad av Paul Weitz. Medverkar gör bland andra Lily Tomlin, Julia Garner och Judy Greer. 
Den premiärvisades den 30 januari 2015 på Sundance Film Festival och släpptes den 21 augusti samma år. 

## Handling
Elle är poet och försöker gå vidare sen hennes partner sen många år gått bort. En dag får hon besök av sitt 18-åriga barnbarn Sage som är gravid och frågar om pengar till en abort. Eftersom Elle är pank och Sage fått sitt kreditkort omhändertaget av sin mor, beger sig de båda ut på en roadtrip tillsammans för att få kontroll över sina situationer.

## Rollista i urval
- Lily Tomlin – Elle Reid
- Julia Garner – Sage
- Marcia Gay Harden – Judy
- Judy Greer – Olivia
- Laverne Cox – Deathy
- Elizabeth Peña – Carla
- Judy Geeson – Francesca
- Nat Wolff – Cam
- John Cho – Chau
- Sam Elliott – Karl
- Mo Aboul-Zelof – Ian
- Missy Doty – Mom
- Sarah Burns

## Produktion
Grandma hade en budget på ungefär $600 000 och spelades in under 19 dagar våren 2014 i Los Angeles.